# 首爾地方警察廳

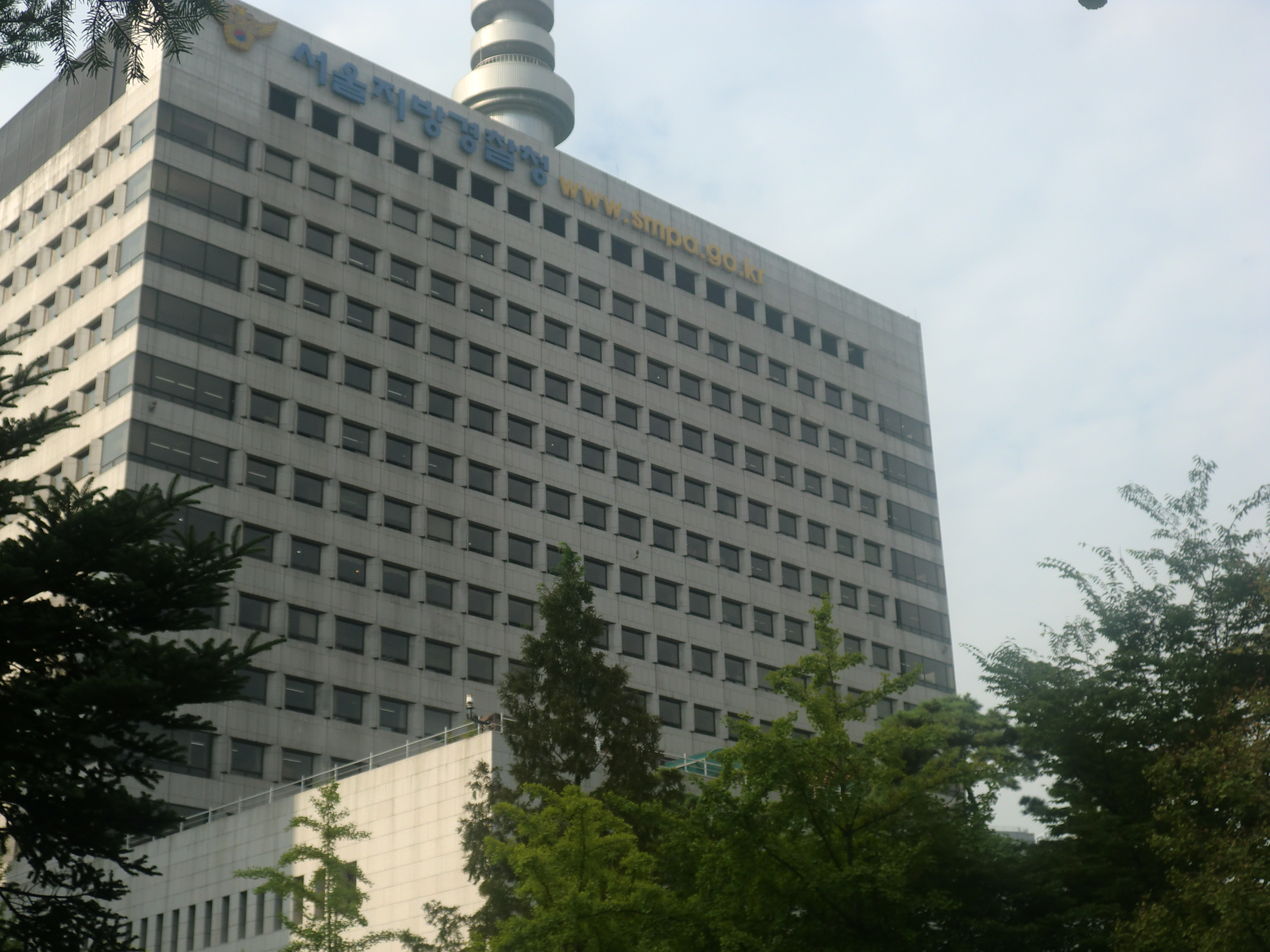
首爾警察廳大樓

首爾地方警察廳（韩语：／）是韓國首都首爾特別市的警務部門。

## 歷史
1945年8月15日，日本統治時期結束後，漢城（今首爾）地區的治安由京畿道的警察部門負責。美軍政廳管理韓國行政後，在同年的10月21日創設了國立警察（국립경찰）以接收漢城警務，初期下轄10個警察署（本町、鍾路、西大門、東大門、龍山、麻浦、永登浦、城東、昌徳宮）。1946年9月17日後，新成立的首都管區警察廳（수도관구경찰청）成為漢城的警察機構。之後首都警察歷經了一系列的組織改造，包括了1948年9月3日後更名為首爾特別市警察局（서울특별시 경찰국）、1951年3月22日創設國會警備隊（국회경비대）、1961年成立機動隊（서울기동대）、1971年創立政府中央廳舍警備隊（정부중앙청사경비대；負責中央廳地區政府各部的警備）、1973年併入漢城警局的金浦機場警察隊（김포공항경찰대）、1985年成立奧運警察等。1991年後，將上述諸多警隊合併為首爾特別市警察廳，成立初期設廳長、次長各一位、7個部、17個課及7個直轄隊。

## 制服

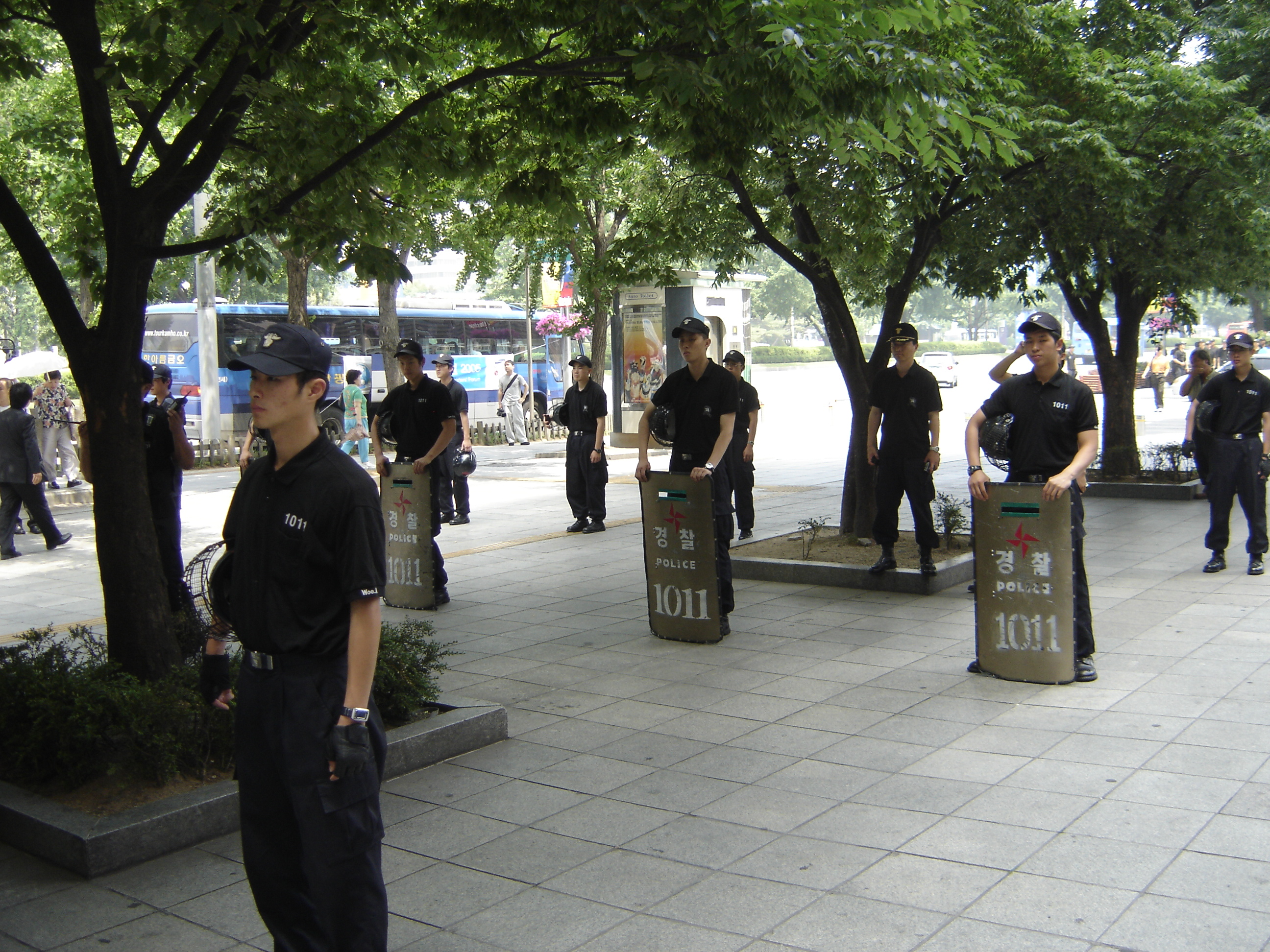
首爾的鎮暴警察

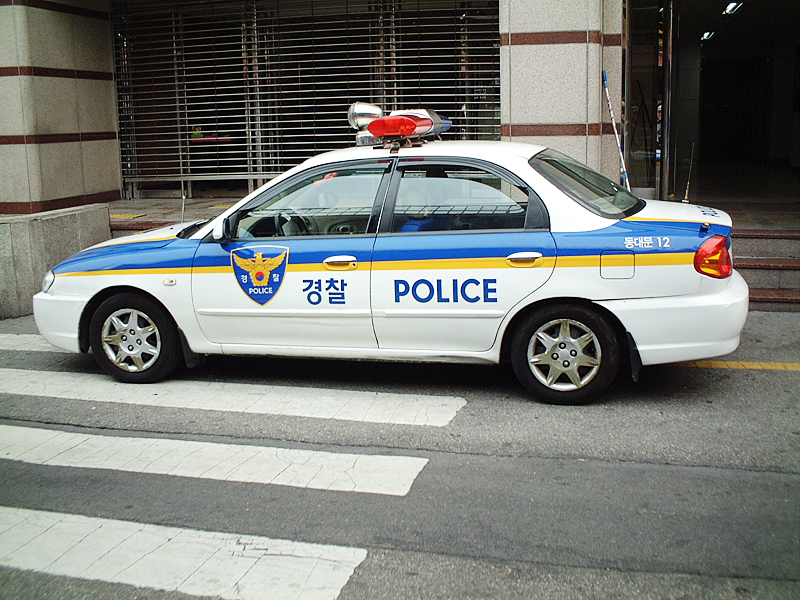
首爾的警車

首爾警察的警便服包括墨綠色或黑色長褲、淺綠色或藍色襯衫、依警階而樣式不同的黑色或白色警官帽。警察禮服則沿用1945年的樣式，包括男性警官的黑色全套禮服及女性警官的藍色禮服。原先使用的金色警徽則逐漸被汰換為1991年後推出的較小型金警徽或銀警徽。

## 組織
首爾警察廳長的警階為治安正監、次長為治安監。警察廳各部部長的警銜為警務官、課長為總警。

### 幹部
- 廳長
  - 宣傳事務官（홍보담당관，總警）
- 次長
  - 聽聞監察事務官（청문감사담당관，總警）

### 直轄隊
次長直轄：
- 101警備團（101경비단，團長為警務官）
- 機動團（기동단，團長為警務官）
- 22警察警護隊（22경찰경호대，隊長為總警）
- 國會警備隊（국회경비대，隊長為總警）
- 政府中央廳舍警備隊（정부중앙청사경비대，隊長為總警）
- 金浦機場警察隊（김포공항경찰대，隊長為警正）
- 警察特攻隊（경찰특공대，隊長為警正）
- 202警備隊（202경비대，隊長為警正）

### 內部單位
| | |
| - 警務部（경무부） - 警務課（경무과） - 人事教育課（인사교육과） - 情報通信課（정보통신과） - 生活安全部（생활안전부） - 生活安全課（생활안전과） - 生活秩序課（생활질서과） - 本隊（） - 搜查1隊（수사1대） - 搜查2隊（수사2대） - 搜查部（수사부） - 搜查課（수사과） - 刑事課（형사과） - 廣域搜查隊（광역수사대） | - 交通指導部（교통지도부） - 交通安全課（교통안전과） - 交通管理課（교통관리과） - 警備部（경비부） - 警備1課（경비1과） - 情報管理部（정보관리부） - 情報1課（정보1과） - 情報2課（정보2과） - 保安部（보안부） - 保安1課（보안1과） - 保安2課（보안2과） - 外事課（외사과） |

### 警察署
- 首爾中部警察署（管轄部分中區）
- 首爾鍾路警察署
- 首爾南大門警察署（管轄部分中區）
- 首爾西大門警察署
- 首爾惠化警察署（前首爾東大門警察署）（管轄部分鍾路區）
- 首爾龍山警察署
- 首爾城北警察署
- 首爾東大門警察署（前首爾清凉里警察署）
- 首爾麻浦警察署
- 首爾永登浦警察署
- 首爾城東警察署
- 首爾銅雀警察署
- 首爾廣津警察署
- 首爾西部警察署（管轄部分恩平區）
- 首爾江北警察署
- 首爾衿川警察署（含冠岳區棗園洞。警察署位在冠岳區。）
- 首爾中浪警察署
- 首爾江南警察署
- 首爾冠岳警察署（除棗園洞）
- 首爾江西警察署
- 首爾江東警察署
- 首爾鍾岩警察署（管轄部分城北區）
- 首爾九老警察署
- 首爾瑞草警察署
- 首爾陽川警察署
- 首爾松坡警察署
- 首爾蘆原警察署
- 首爾方背警察署（管轄部分瑞草區）
- 首爾恩平警察署
- 首爾道峰警察署
- 首爾水西警察署（管轄部分江南區）

## 相關電視節目
- 2018年8月30日 MBC 《公司食堂》EP6

## 外部連結
- KNPA Official website
- SMPA Official website （页面存档备份，存于）